# والزلی واسپ
والزلی واسپ (Wolseley Wasp) خودرویی است که در سال‌های ۱۹۳۵ تا ۱۹۳۶ میلادی تولید شده‌است. طول آن ۱۳۷ اینچ (۳٬۵۰۰ میلیمتر) و عرض آن ۵۷٫۵ اینچ (۱٬۴۶۰ میلیمتر) بوده و موتور آن ۱۰۶۹ سانتیمتر مکعب (سی‌سی) گنجایش داشته است.